# Annie Lööf
Pour les articles homonymes, voir Lööf.
Annie Marie Therése Lööf, née Johansson le 16 juillet 1983 à Värnamo, est une femme politique suédoise, membre du Parti du centre (C).
Élue députée en 2006, elle devient cinq ans plus tard présidente du Parti du centre et ministre des Entreprises. Elle quitte l'exécutif en 2014, puis la direction du Parti du centre en 2022.

## Biographie

### Débuts en politique
Elle adhère au Parti du centre (C) en 2001, à l'âge de 18 ans. Aux élections législatives du 17 septembre 2006, elle est élue à 23 ans députée au Riksdag dans le comté de Jönköping. Réélue en 2010, elle obtient l'année suivante un master en droit de l'université de Lund.

### Ascension fulgurante
Annie Lööf est élue le 23 septembre 2011 par acclamation présidente du Parti du centre lors d'une réunion qui se tient à Åre. Âgée de 28 ans, elle prend la succession de Maud Olofsson, qui occupait cette fonction depuis dix ans. Elle entre au gouvernement une semaine plus tard, au poste de ministre des Entreprises. À cette occasion, elle décide du remplacement d'Andreas Carlgren par Lena Ek comme ministre de l'Environnement. Au Parlement, elle cède son siège à Göran Lindell.
À la suite de l'arrivée au pouvoir du centre gauche en octobre 2014, elle quitte le gouvernement et retrouve son siège de députée, qu'elle avait reconquis peu avant.
Le 15 novembre 2018, le président du Riksdag Andreas Norlén lui confie la mission de former le nouveau gouvernement suédois. Elle succède dans cette tâche à Ulf Kristersson puis Stefan Löfven et devient ainsi la troisième responsable politique désignée pour cette mission après les élections législatives du 9 septembre. Elle renonce une semaine plus tard, après avoir exploré « plusieurs possibilités » — sans expliciter lesquelles — mais constaté que « malheureusement, toutes ces solutions ont été bloquées par un ou plusieurs partis ».
Elle est ensuite l'une des partisans de l'accord de Janvier (Januariavtalet (sv)), inscrivant son parti dans un soutien sans participation au gouvernement Löfven (II), pour permettre la formation d'un nouveau gouvernement ne reposant pas sur le soutien des Démocrates suédois.
Elle est régulièrement la cible de menaces de la part de l'extrême droite. En 2022, un militant néonazi souffrant de troubles psychiques arrêté pour avoir poignardé à mort une femme, affirme avoir eu l'intention de tuer également Annie Lööf.
À la suite des élections législatives suédoises de 2022, qui constituent un recul pour son parti, elle en quitte la direction et se trouve remplacée par Muharrem Demirok (sv), lors du congrès de Helsingborg se tenant en février 2023 .